# Bubești
Bubești falu Romániában, Erdélyben, Fehér megyében.

## Fekvése
Lepus közelében fekvő település.

## Története
Bubeşti korábban Lepus része volt, 1956 körül vált külön, ekkor 85 lakosa volt.
1966-ban 129, 1977-ben 96, 1992-ben 94, 2002-ben pedig 95 lakosa volt.